# One More Light Live
One More Light Live es un álbum en vivo, grabado por la banda estadounidense de rock alternativo Linkin Park y lanzado el 15 de diciembre de 2017. El disco consiste en una selección de canciones interpretadas por la banda durante la gira One More Light World Tour en Europa, que promocionaba su último álbum One More Light. Es el sexto álbum en vivo del grupo, la decimotercera compilación de CD y el primero desde la muerte del vocalista Chester Bennington.

## Contexto
En 2017, Linkin Park comenzó el tour de promoción de su nuevo álbum, One More Light World Tour, en Buenos Aires el 6 de mayo durante el Maximus Festival. Continuaron por el territorio sudamericano, dando tres conciertos más en Santiago, Lima y São Paulo, antes de retornar a Estados Unidos y hacer trabajos promocionales que incluyeron una participación en Jimmy Kimmel Live!. Una vez lanzado One More Light, emprendieron un viaje de un mes por Europa con diecisiete conciertos. La gira comenzó el 9 de junio en Brétigny-sur-Orge, Francia y durante ese mes participaron de distintos festivales como Download Festival, Impact Festival, Hellfest, Southside, entre otros. La gira terminó con dos conciertos consecutivos en Londres y uno final en Birmingham el 6 de julio. El 20 de julio, el vocalista Chester Bennington se suicidó en su hogar de Palos Verdes Estates. Con la noticia de su muerte, la banda canceló el resto de One More Light World Tour, que estaba a una semana de empezar por suelo estadounidense.

## Contenido
En noviembre de 2017, la banda anunció la publicación de un disco en vivo para el 15 de diciembre y que la intención era rendir homenaje a la vida de Bennington y su compromiso durante la gira. En una declaración publicada por el grupo afirmaron lo siguiente:

Dedicamos este álbum en vivo a nuestro hermano Chester que puso su alma y corazón en One More Light. Después de que terminamos de grabar el álbum, bromeábamos con Chester de que —debido a su increíble desempeño en el estudio— había puesto la vara demasiado alta para producir ese nivel en el escenario cada noche. No fue sorpresa que aceptara el desafío. Los conciertos que tocamos juntos durante comienzos del verano de 2017 fueron extraordinarios. Chester compartió con nosotros que sentía que era el mejor tour que alguna vez hubiéramos hecho. [...] Chester era excepcionalmente apasionado, inusualmente generoso, sensible, optimista, divertido y amable. Con su voz, convertía el dolor en catarsis, sinceridad en arte y pasión en conexión. Su dedicación para darle vida a estas canciones fue triunfante. Para aquellos que asistieron a nuestros conciertos en persona, les damos las gracias. Para aquellos que no pudieron, esperamos que este álbum en vivo les dé un vistazo de cuán mágicos estos conciertos fueron para nosotros seis.

One More Light Live contiene una selección de dieciséis canciones interpretadas durante su gira europea e incluye además la participación del rapero británico Stormzy en la canción «Good Goodbye».

## Lista de canciones
| N.º   | Título                                    | Duración |  |
| 1.    | «Talking to Myself»                       | 5:16     |  |
| 2.    | «Burn It Down»                            | 4:13     |  |
| 3.    | «Battle Symphony»                         | 3:45     |  |
| 4.    | «New Divide»                              | 4:30     |  |
| 5.    | «Invisible»                               | 4:30     |  |
| 6.    | «Nobody Can Save Me»                      | 3:59     |  |
| 7.    | «One More Light»                          | 4:19     |  |
| 8.    | «Crawling» (versión de piano)             | 3:29     |  |
| 9.    | «Leave Out All the Rest»                  | 4:50     |  |
| 10.   | «Good Goodbye» (participación de Stormzy) | 4:08     |  |
| 11.   | «What I’ve Done»                          | 4:33     |  |
| 12.   | «In the End»                              | 3:48     |  |
| 13.   | «Sharp Edges»                             | 4:47     |  |
| 14.   | «Numb» (contiene versos de «Numb/Encore») | 3:50     |  |
| 15.   | «Heavy»                                   | 2:56     |  |
| 16.   | «Bleed It Out»                            | 4:57     |  |
| 67:50 |                                           |          |  |

## Formación
Linkin Park
- Chester Bennington - voz principal (canciones: 1-4, 6-16); guitarra (canciones: 3, 6 y 13), segunda voz y coros (canción 5)
- Mike Shinoda - teclado y sintetizador (canciones: 1-4, 6-9, 11, 14, 15), voz principal (canciones: 5, 10, 14), guitarra (canciones: 10, 11, 16 y final de canción 12), coros (canciones: 1, 3, 4, 6, 7, 9, 11, 14 y 15), rapping (canciones: 2, 10, 12, 14 y 16); mixing
- Joe Hahn - turntablism y sampler (canciones: 1-7, 10-12, 14-16); mixing, coros (canciones: 1, 3, 5, 6 y 10)
- Dave Phoenix Farrell - bajo (canciones: 1-7, 11, 12, 14-16), coros (canciones: 1-3, 5, 6 y 10), sampler (canción: 10), guitarra (canción: 9)
- Brad Delson - guitarra (canciones: 1-7, 9-12, 14-16); sintetizador (bridge de canción: 2), guitarra acústica (canción: 13)
- Rob Bourdon - batería, percusión y batería electrónica (canciones: 1-6, 9-12, 14-16)

Addicionales musicós
- Stormzy - rapping aggiuntivo (último verso de canción: 10)